# Göran Strindberg
Göran Strindberg (* 15. Januar 1917 in Stockholm; † 13. März 1991 ebenda) war ein schwedischer Kameramann.

## Leben
Strindberg, ein Verwandter des berühmten Dramatikers August Strindberg, erhielt im Alter von 14 Jahren eine fotografische Ausbildung. Ab 1937 war er als Kameraassistent an verschiedenen Filmen beteiligt.
1939 wurde er einfacher Kameramann, 1941 Chefkameramann. In der zweiten Hälfte der 1940er Jahre war er an mehreren Frühwerken Ingmar Bergmans beteiligt. 1950 drehte er die Filmversion von August Strindbergs Drama Fräulein Julie unter der Regie von Alf Sjöberg, kurz darauf den wegen einer Nacktszene von Ulla Jacobsson als Skandalfilm eingestuften  Sie tanzte nur einen Sommer.
Ab 1954 arbeitete Strindberg meist in Deutschland, wo er vorwiegend bei Literaturverfilmungen eingesetzt wurde. Maria Schell, Heinz Rühmann und Ruth Leuwerik gehörten zu deren Hauptdarstellern. 1955 erhielt er das Filmband in Silber im Bereich Beste Kameraführung für Herr über Leben und Tod und Die Ratten.	
1961 stürzte bei den Dreharbeiten zu der Simmel-Adaption Es muß nicht immer Kaviar sein mit O. W. Fischer eine Mauer auf ihn, so dass er aufgrund seiner Verletzung durch Friedl Behn-Grund abgelöst werden musste. Strindberg kehrte nach Schweden zurück und war für das Fernsehen und ab 1964 für das schwedische Filminstitut tätig.

## Filmografie (Auswahl)
- 1946: Es regnet auf unsere Liebe (Det regnar på vår kärlek)
- 1947: Schiff nach Indialand (Skepp till India land)
- 1948: Musik im Dunkeln (Musik i mörker)
- 1949: Gefängnis (Fängelse)
- 1950: Das Mädchen mit den Hyazinthen (Flicka och hyacinter)
- 1951: Fräulein Julie (Fröken Julie)
- 1951: Sie tanzte nur einen Sommer (Hon dansade en sommar)
- 1952: Feuervogel (Eldfågeln)
- 1953: Barabbas – Der Mann im Dunkel (Barabbas)
- 1955: Herr über Leben und Tod
- 1955: Die Ratten
- 1955: Schwedenmädel (Sommarflickan)
- 1955: Der Cornet – Die Weise von Liebe und Tod
- 1956: Liebe
- 1956: Bretter, die die Welt bedeuten (Sceningång)
- 1957: Herrscher ohne Krone
- 1958: Gestehen Sie, Dr. Corda!
- 1958: Der Mann, der nicht nein sagen konnte
- 1958: Majestät auf Abwegen
- 1959: Hier bin ich – hier bleib ich
- 1959: Jons und Erdme
- 1959: Menschen im Hotel
- 1959: Marili
- 1960: Das kunstseidene Mädchen
- 1960: Schicksals-Sinfonie (The Magnificent Rebel)
- 1960: Liebling der Götter
- 1960: Auf Engel schießt man nicht
- 1961: Es muß nicht immer Kaviar sein